# 갈곶항
갈곶항은 경상남도 거제시 남부면 갈곶리에 있는 어항이다. 2003년 2월 3일 어촌정주어항으로 지정하여 관리하고 있다. 시설관리자는 거제시장이다.

## 어항 연혁
- 해금강(海金剛)의 섬으로 기암절벽(奇岩絶壁)에 거제삼란(巨濟三蘭)인 춘란(春蘭), 풍란(風蘭), 석곡란(石斛蘭)을 비롯한 620여종의 아열대식물이 대자연을 이룩하여 칡섬 갈도(葛島)라 하였는데 갈개 앞이라 갈곶도(乫串島)라 부르기도 한다.

## 어항 구역
- 수역: 4,180m2(거제시 남부면 갈곶리 84-4번지 수역)
- 육역: 525m2

## 어항 시설
- 방파제

## 주요 어종
- 미역, 감성돔, 열기 등